# پرچم حزب‌الله لبنان
پرچم حزب‌الله لبنان، پرچم سازمان سیاسی-نظامی حزب‌الله است. این پرچم نمایشی تلطیف شده از کلمات عربی حزب‌الله به معنی حزب خدا) به خط کوفی را نشان می‌دهد. اولین حرف «الله» برای درک یک اسلحه تهاجمی سبک شده می‌رسد. این پرچم شامل چندین نماد دیگر است، یعنی یک کره زمین، یک کتاب، یک شمشیر، و یک شاخه هفت برگ. متن بالای آرم حاوی فإن حزب‌الله هم الغالبون است و به معنای «پس قطعاً حزب خدا پیروز هستند» (قرآن ۵:۵۶)، که اشاره به نام حزب در زیر آرم کلمات المقاومه السلامیه فی لبنان، به معنای «مقاومت اسلامی در لبنان» است.

## نمادگرایی

### رنگ‌ها
رنگ زرد، رنگ اصلی پرچم است و پس‌زمینه آن را تشکیل می‌دهد. اگرچه دلیل مشخصی برای انتخاب این رنگ عنوان نشده، اما تیم مارشال، روزنامه‌نگار حدس می‌زند که شاید این رنگ به منظور نشان دادن آمادگی حزب‌الله برای مبارزه در راه خدا و باورهای شیعه انتخاب شده باشد. در مقابل، دلیل استفاده از رنگ سبز در پرچم روشن‌تر است. در نمادهای اسلامی، سبز به‌طور جدایی‌ناپذیری با پیامبر اسلام مرتبط است و بارها در قرآن نیز به آن اشاره شده است. از آنجا که سبز رنگی سنتی در اسلام به‌شمار می‌رود؛ به‌کارگیری آن در پرچم بیانی آشکار از موضع‌گیری سیاسی و مذهبی حزب‌الله است.

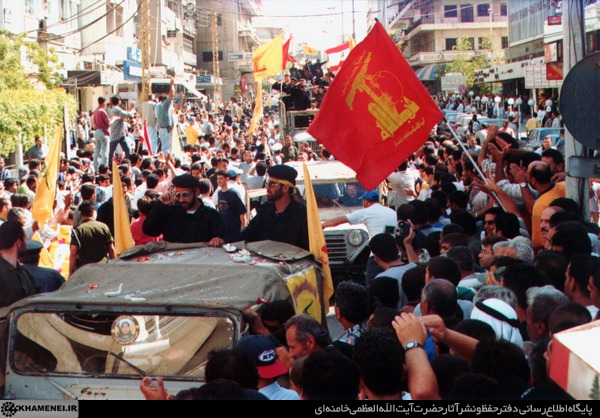
استفاده از پرچم قرمز حزب‌الله در سال ۲۰۰۰

در برخی موارد، نوشته‌های روی پرچم با رنگ قرمز دیده می‌شوند. استفاده از رنگ قرمز در اینجا نمادی از خون افرادی است که در راه اهداف این سازمان جان خود را از دست داده‌اند.